# Aristea
Aristea es un género de plantas herbáceas, perennes y rizomatosas perteneciente a la familia de las iridáceas y el único representante de la subfamilia Aristeoideae. Incluye aproximadamente 56 especies que se distribuyen desde África subsahariana hasta Sudáfrica y Madagascar.  

## Especies seleccionadas
- Aristea abyssinica Pax ex Engl.
- Aristea affinis N.E.Br.
- Aristea africana Hoffmanns.
- Aristea alata Baker
- Aristea anceps Eckl. ex Klatt